# Biodinamička ljubav
Biodinamička ljubav jedanaesti je studijski album bosanskohercegovačkog heavy metal sastava Divlje jagode. Album je objavljen 10. prosinca 2013. godine, a objavila ga je diskografska kuća Croatia Records.

## Popis pjesama
| 1.    | »Poglede dovodiš«      | 3:24 |
| 2.    | »Kad te netko spomene« | 3:34 |
| 3.    | »Ti bez riječi znaš«   | 3:57 |
| 4.    | »Korake ne gledaj«     | 4:02 |
| 5.    | »Usne usnule«          | 3:17 |
| 6.    | »Samo da znaš«         | 3:41 |
| 7.    | »Tragovi«              | 4:03 |
| 8.    | »Đavolji grad«         | 3:14 |
| 9.    | »Srce ne laže«         | 4:34 |
| 10.   | »Ne nisam ja«          | 3:49 |
| 11.   | »Do prvog dodira«      | 3:47 |
| 41:22 |                        |      |

## Zasluge
Divlje jagode
- Livio Berak – vokali (na pjesmama 1-6, 8)
- Sead "Zele" Lipovača – gitara, bas-gitara, (na pjesmama 9 i 11) prateći vokali (na pjesmama 1-6, 8, 10, 11)
- András Ispán – bas-gitara (na pjesmama 1-8)
- Damjan Deurić – klavijature
- Nasko Budimlić – bubnjevi

Dodatni glazbenici
- Zlatan Ćehić "Čeha" – bas-gitara (na pjesmi 10)
- Vlatka Pokos – prateći vokali (na pjesmi 9)
- Žanil Tataj – Žak - (prateći) vokali (na pjesmi 7)
- Marko Osmanović – vokali (na pjesmi 10)
- Vladimir Kmoniček – vokali (na pjesmi 9)
- Ivana Peters – vokali (na pjesmi 11)

Ostalo osoblje
- Igor Kelčec – dizajn, fotografija, omot albuma